# آنجلیکا بامان
آنجلیکا بامان (انگلیسی: Angelika Bahmann؛ زادهٔ ۱ آوریل ۱۹۵۲) قایقران کانو اهل آلمان بود.
وی در مسابقات کشوری و بین‌المللی در مجموع برندهٔ ۴ مدال طلا، ۲ مدال نقره، ۱ مدال برنز شده‌است.